# Kancelaria Prezydenta Rzeczypospolitej Polskiej
Kancelaria Prezydenta Rzeczypospolitej Polskiej – organ pomocniczy zapewniający realizację konstytucyjnych i ustawowych obowiązków Prezydenta Rzeczypospolitej Polskiej. Działa na podstawie art. 143 Konstytucji Rzeczypospolitej Polskiej (1997). Prezydent RP nadaje Kancelarii statut oraz powołuje i odwołuje jej szefa.

## Zadania
Na podstawie statutu Kancelaria wykonuje zadania związane z kompetencjami Prezydenta, działa zgodnie z jego decyzjami i poleceniami, zapewnia obsługę merytoryczną, organizacyjną, prawną i techniczną Prezydenta, szefa Kancelarii, sekretarzy i podsekretarzy stanu.
Kancelaria zapewnia także obsługę finansową Rady Bezpieczeństwa Narodowego i Biura Bezpieczeństwa Narodowego, obsługę administracyjną Społecznego Komitetu Odnowy Zabytków Krakowa, a także obsługę prawną i administracyjną wspólnej Komisji Orzekającej w Sprawach o Naruszenie Dyscypliny Finansów Publicznych i Rzecznika Dyscypliny Finansów Publicznych.
Kancelaria Prezydenta zarządza także czterema rezydencjami głowy państwa: Belwederem w Warszawie, zamkiem w Wiśle, dworkiem Prezydenta RP w Ciechocinku oraz rezydencją Prezydenta na Mierzei Helskiej. Jest także właścicielem Rezydencji Belweder-Klonowa przy ul. Flory 2 w Warszawie.

## Siedziba
Siedziba Kancelarii Prezydenta znajduje się w dawnym gmachu Izby Przemysłowo-Handlowej wzniesionym w dwóch etapach w latach 1933–1939 przy ul. Wiejskiej 10 róg ul. Senackiej, w bezpośrednim sąsiedztwie Sejmu i Senatu. W okresie PRL gmach był siedzibą Ministerstwa Handlu Zagranicznego.
Biura niektórych pracowników Kancelarii znajdują się w Pałacu Prezydenckim, który pełni funkcje reprezentacyjne i jest oficjalną siedzibą Prezydenta. Zarządzany przez Kancelarię Prezydenta RP w latach 1990–1994, 2010–2015 oraz ponownie od 2025 roku, Belweder jest miejscem zamieszkania głowy państwa.
W osobnym budynku, zlokalizowanym przy ulicy Karowej 10, ma siedzibę powiązane z Kancelarią Biuro Bezpieczeństwa Narodowego.

## Szefowie Kancelarii Prezydenta
| Nr                            | Nazwisko                 | Okres urzędowania                       | Okres urzędowania    | Prezydent RP |
| Nr                            | Nazwisko                 | Od                                      | Do                   | Prezydent RP |
| ----------------------------- | ------------------------ | --------------------------------------- | -------------------- | --- |
| 1                             | Michał Janiszewski       | 13 września 1989                        | 21 grudnia 1990      | Wojciech Jaruzelski do 31 XII 1989 jako Prezydent PRL                                                                                            |
| 2                             | Jarosław Kaczyński       | 29 grudnia 1990                         | 31 października 1991 | Lech Wałęsa |
| –                             | Janusz Ziółkowski (p.o.) | 1 listopada 1991                        | 17 marca 1992        | Lech Wałęsa |
| 3                             | Janusz Ziółkowski        | 17 marca 1992                           | 11 maja 1995         | Lech Wałęsa |
| 4                             | Tomasz Kwiatkowski       | 11 maja 1995                            | 10 sierpnia 1995     | Lech Wałęsa |
| 5                             | Stanisław Iwanicki       | 22 sierpnia 1995                        | 22 grudnia 1995      | Lech Wałęsa |
| 6                             | Danuta Waniek            | 23 grudnia 1995                         | 31 października 1997 | Aleksander Kwaśniewski |
| –                             | Edward Szymański (p.o.)  | 16 sierpnia 1997                        | 21 września 1997     | Aleksander Kwaśniewski |
| 7                             | Danuta Hübner            | 1 grudnia 1997                          | 1 listopada 1998     | Aleksander Kwaśniewski |
| –                             | Ryszard Kalisz (p.o)     | 1 listopada 1998                        | 13 czerwca 2000      | Aleksander Kwaśniewski |
| 8                             | Jolanta Szymanek-Deresz  | 13 czerwca 2000 ponownie od 23 XII 2000 | 18 października 2005 | Aleksander Kwaśniewski |
| –                             | Edward Szymański (p.o.)  | 19 października 2005                    | 23 grudnia 2005      | Aleksander Kwaśniewski |
| 9                             | Andrzej Urbański         | 23 grudnia 2005                         | 2 czerwca 2006       | Lech Kaczyński |
| –                             | Robert Draba (p.o.)      | 2 czerwca 2006                          | 2 sierpnia 2006      | Lech Kaczyński |
| 10                            | Aleksander Szczygło      | 2 sierpnia 2006                         | 7 lutego 2007        | Lech Kaczyński |
| –                             | Robert Draba (p.o.)      | 7 lutego 2007                           | 29 listopada 2007    | Lech Kaczyński |
| 11                            | Anna Fotyga              | 29 listopada 2007                       | 20 sierpnia 2008     | Lech Kaczyński |
| –                             | Piotr Kownacki (p.o.)    | 20 sierpnia 2008                        | 4 września 2008      | Lech Kaczyński |
| 12                            | Piotr Kownacki           | 4 września 2008                         | 27 lipca 2009        | Lech Kaczyński |
| 13                            | Władysław Stasiak        | 27 lipca 2009                           | 10 kwietnia 2010     | Lech Kaczyński |
| –                             | Jacek Michałowski (p.o.) | 10 kwietnia 2010                        | 7 lipca 2010         | Bronisław Komorowski (p.o., jako Marszałek Sejmu)                                                                                                |
| 14                            | Jacek Michałowski        | 7 lipca 2010                            | 5 sierpnia 2015      | Bronisław Komorowski (p.o., jako Marszałek Sejmu) Bogdan Borusewicz (p.o., jako Marszałek Senatu) Grzegorz Schetyna (p.o., jako Marszałek Sejmu) |
| 14                            | Jacek Michałowski        | 7 lipca 2010                            | 5 sierpnia 2015      | Bronisław Komorowski |
| vacat od 5 do 7 sierpnia 2015 |                          |                                         |                      | |
| 15                            | Małgorzata Sadurska      | 7 sierpnia 2015                         | 12 czerwca 2017      | Andrzej Duda |
| 16                            | Halina Szymańska         | 13 czerwca 2017                         | 7 października 2020  | Andrzej Duda |
| 17                            | Grażyna Ignaczak-Bandych | 8 października 2020                     | 13 czerwca 2024      | Andrzej Duda |
| 18                            | Małgorzata Paprocka      | 14 czerwca 2024                         | 7 sierpnia 2025      | Andrzej Duda |
| 19                            | Zbigniew Bogucki         | 7 sierpnia 2025                         |                      | Karol Nawrocki |

## Szefowie Gabinetu Prezydenta
| Nr                                       | Nazwisko             | Okres urzędowania    | Okres urzędowania    | Prezydent RP                                      |
| Nr                                       | Nazwisko             | Od                   | Do                   | Prezydent RP                                      |
| ---------------------------------------- | -------------------- | -------------------- | -------------------- | ------------------------------------------------- |
| 1                                        | Krzysztof Pusz       | 22 grudnia 1990      | 29 października 1991 | Lech Wałęsa                                       |
| 2                                        | Mieczysław Wachowski | 29 października 1991 | 25 sierpnia 1995     | Lech Wałęsa                                       |
| 3                                        | Marek Ungier         | 23 grudnia 1995      | 31 grudnia 2004      | Aleksander Kwaśniewski                            |
| 4                                        | Waldemar Dubaniowski | 20 stycznia 2005     | 22 grudnia 2005      | Aleksander Kwaśniewski                            |
| 5                                        | Elżbieta Jakubiak    | 23 grudnia 2005      | 23 lipca 2007        | Lech Kaczyński                                    |
| 6                                        | Maciej Łopiński      | 23 lipca 2007        | 10 kwietnia 2010     | Lech Kaczyński                                    |
| 6                                        | Maciej Łopiński      | 10 kwietnia 2010     | 6 lipca 2010         | Bronisław Komorowski (p.o., jako Marszałek Sejmu) |
| vacat od 6 lipca 2010 do 5 września 2013 |                      |                      |                      |                                                   |
| 7                                        | Paweł Lisiewicz      | 5 września 2013      | 5 sierpnia 2015      | Bronisław Komorowski                              |
| vacat od 5 do 7 sierpnia 2015            |                      |                      |                      |                                                   |
| 8                                        | Adam Kwiatkowski     | 7 sierpnia 2015      | 4 kwietnia 2017      | Andrzej Duda                                      |
| 9                                        | Krzysztof Szczerski  | 4 kwietnia 2017      | 4 stycznia 2021      | Andrzej Duda                                      |
| 10                                       | Paweł Szrot          | 5 stycznia 2021      | 23 października 2023 | Andrzej Duda                                      |
| 11                                       | Marcin Mastalerek    | 24 października 2023 | 5 sierpnia 2025      | Andrzej Duda                                      |
| vacat od 5 do 7 sierpnia 2025            |                      |                      |                      |                                                   |
| 12                                       | Paweł Szefernaker    | 7 sierpnia 2025      |                      | Karol Nawrocki                                    |

## Kierownictwo Kancelarii Prezydenta
| Zdjęcie | Imię i nazwisko      | Funkcja w Kancelarii Prezydenta RP                        |
| ------- | -------------------- | --------------------------------------------------------- |
|         | Zbigniew Bogucki     | szef Kancelarii Prezydenta RP                             |
|         | Adam Andruszkiewicz  | zastępca Szefa Kancelarii Prezydenta RP i sekretarz stanu |
|         | Paweł Szefernaker    | szef Gabinetu Prezydenta i sekretarz stanu                |
|         | Jarosław Dębowski    | zastępca szefa Gabinetu Prezydenta i podsekretarz stanu   |
|         | Sławomir Cenckiewicz | szef Biura Bezpieczeństwa Narodowego i sekretarz stanu    |
|         | Wojciech Kolarski    | sekretarz stanu                                           |
|         | Marcin Przydacz      | sekretarz stanu – szef Biura Polityki Międzynarodowej     |
|         | Rafał Leśkiewicz     | podsekretarz stanu i Rzecznik Prezydenta                  |
|         | Agnieszka Jędrzak    | podsekretarz stanu                                        |
|         | Mateusz Kotecki      | podsekretarz stanu                                        |
|         | Karol Rabenda        | podsekretarz stanu                                        |
|         | Magdalena Głowa      | dyrektor generalny                                        |

## Budżet, zatrudnienie i wynagrodzenia
Wydatki i dochody Kancelarii Prezydenta są realizowane w części 01 budżetu państwa. W ramach jej budżetu finansowana jest m.in. działalność Biura Bezpieczeństwa Narodowego, oraz są przekazywane dotacje dla Narodowego Funduszu Rewaloryzacji Zabytków Krakowa. Z budżetu Kancelarii wypłacane są również uposażenia oraz środki na utrzymanie biur byłych prezydentów Rzeczypospolitej Polskiej.
W 2020 wydatki Kancelarii Prezydenta wyniosły (wraz z wydatkami niewygasającymi) 188,8 mln zł, a dochody 0,7 mln zł. Przeciętne zatrudnienie w przeliczeniu na pełne etaty wyniosło 420 osoby, a średnie miesięczne wynagrodzenie brutto 10 680 zł.
W ustawie budżetowej na 2021 wydatki Kancelarii Prezydenta zaplanowano w wysokości 205 mln zł, a dochody 0,5 mln zł.